# La Volta lyonnaise
La Volta lyonnaise, dite aussi Société lyonnaise de l’industrie électrochimique La Volta, est une société chimique et métallurgique fondée par Georges Coutagne, ingénieur des poudres et salpêtres, en 1898 à Lyon. Elle a été dissoute lors de la fusion avec les Aciéries de Paul Girod (industriel) pour donner naissance à la SECEMAEU, basée à Ugine, la future Ugitech.

## Histoire
La Volta lyonnaise est une émanation de la Société lyonnaise de l’industrie électrochimique La Volta, qui utilisait l'électricité de l'usine de la ville de Genève. La Volta suisse a suscité la création de trois entreprises, en Italie, en Espagne et en France. La Volta lyonnaise a bénéficié de la fourniture de fonds de roulement par le Comptoir financier et commercial de produits chimiques.
Le 18 mai 1899, le préfet de Savoie signe l'arrêté autorisant La Volta lyonnaise à s'installer pour traiter le Chlorure de sodium, à Pomblière, entre Moûtiers et Bourg Saint-Maurice. Le site sert à exploiter un passage de l'Isère à forte déclivité, où est installée un peu plus tard une usine électrique permettant un peu plus tard de faire fonctionner un four à arc électrique. 
L'usine électrochimique de Pomblière, d'abord unique site de production par électrolyse du groupe, a depuis changé de vocation. Elle est ensuite opérée par MSSA, anciennement Métaux spéciaux, qui est essentiellement une marque commerciale de la société japonaise Nippon Soda.
En 1902, la société installe à Pierre-Bénite la première usine française d’acide sulfurique anhydre pour répondre aux besoins de l’industrie des colorants. Cette usine, qui est un des premiers piliers du Couloir de la chimie lyonnais, deviendra ensuite Atofina, Atochem puis Arkema. Elle s'approvisionne dans l'un des deux gisements de pyrites les plus importants du département du Rhône, à 30 kilomètres à l'Ouest de Lyon. L'usine de Pierre-Bénite est acquise par Saint-Gobain en 1905.
La société Coignet s’installe aussi en 1903 à Saint-Marcel (Savoie) et fabrique du phosphore. C'est l'année au cours de laquelle La Volta lyonnaise obtient que la PLM (Paris-Lyon-Marseille), présente à Moûtiers depuis 1891, prévoie aussi une gare à Saint-Marcel. Mais la ligne ne sera prolongée jusqu'à Bourg-St-Maurice qu’en 1914.
À partir du 20 janvier 1906, l'électrification de l'Ancien tramway de Lyon recourt à la Houille blanche produite par la société à Saint-Marcel (Savoie), afin de diminuer le coût de revient du tramway. Cette décision passe par la création de la première ligne à haute tension française, via le réseau de la Société Grenobloise de Force et Lumière, sur une distance de 180 km, encore jamais atteinte en Europe, sur deux fils en laiton d'un diamètre de six millimètres.
Lors de la Première Guerre mondiale, l'usine est rénovée rapidement afin de répondre à un programme de fabrication de chlore, utilisé dans la « guerre des gaz ».
En 1916, elle fusionne avec la Société électrochimique d'Henry Gall, qui rejoint peu après la Société électro-métallurgique du Giffre de Jules Barut. Enfin en 1922, ce nouvel ensemble réalise une ultime fusion avec les Aciéries de Paul Girod (industriel), basées à Ugine, donne naissance à la SECEMAEU.